# Un polpo alla gola
(Andrea Fiamma, Fumettologica)
Un polpo alla gola è il secondo libro di Zerocalcare, pubblicato da BAO Publishing nel 2012.

## Trama
Il libro si suddivide in tre fasi della vita dell'autore, dalle elementari all'età adulta. Contrariamente alle altre opere, la sua coscienza non è incarnata nell'Armadillo, ma da diverse figure della cultura popolare come David Gnomo, He-Man, Lord Fener e i tre porcellini.
Da bambino, Zerocalcare frequenta un refettorio scolastico con gli amici Sarah e Secco; passa le giornate scolastiche a cercare di integrarsi nell'ostile ambiente infantile dominato dai bulli (l'altezzoso Eduardo e il violento Corrado). A sorvegliare i bambini, seppur generalmente in modo superficiale o rigido, ci sono gli adulti: la severa maestra Arbizzati, il losco giardiniere Pino e i giovani sorveglianti Alexandra e Steph, quest'ultimo figlio del preside.
Un giorno, dopo che la Arbizzati ha sequestrato a Secco un Game Boy di proprietà di Zerocalcare, durante l'intervallo Zerocalcare, Secco e Sarah si addentrano nel bosco vicino alla scuola per una scommessa e trovano un teschio umano, che loro ritengono vittima di un lupo. La maestra sente Zerocalcare parlare della scoperta e il bambino mente affermando che è stata Sara ad essere andata nel bosco violando le regole della scuola, ritenendo che, essendo una femmina, non incorrerà in alcuna ripercussione. La bambina subisce invece una dura punizione; conclude erroneamente che ad aver fatto la spia sulla sua trasgressione sia stata Giulia Cometti, una compagna per cui nutre un'antipatia ricambiata. Per vendicarsi, Sarah si fa aiutare da Secco per ottenere il diario segreto di Giulia e diffonde il suo contenuto in tutta la scuola; in esso, Giulia esprime la sua infatuazione per un compagno da lei chiamato "il Tenebroso" e ciò la porta a perdere la sua popolarità, venendo pesantemente umiliata dai compagni. Zerocalcare, da questo momento, viene tormentato dai sensi di colpa per quanto accaduto, sentimento che si manifesta visivamente come un polpo nero avvinghiato alla sua gola. 
Anni dopo, a sedici anni, Zerocalcare si è avvicinato al grunge e cerca di seguire i modelli delle sue tre principali e contradditorie figure di riferimento: Kurt Cobain, Joe Strummer e Che Guevara. Continua a essere tormentato dal rimorso per la bugia detta in passato, anche perché Giulia Cometti non si è mai ripresa dallo stigma subito nell'infanzia ed è sempre vittimizzata dagli altri alunni, soprattutto Secco e Sarah. Un giorno, Zerocalcare e Secco devono sottostare a una sorta di prova di iniziazione per tutti i maschi della loro scuola supervisionata da Eduardo, consistente nell'entrare di soppiatto in una casa abbandonata nel bosco vicino alla scuola durante l'intervallo e portare una prova. Nel frattempo, Corrado è diventato ancora più imprevedibile ed è sfuggito all'esile controllo che Eduardo esercitava su di lui quando erano bambini. Zerocalcare e Secco si accorgono che Alexandra non lavora più come sorvegliante, mentre Steph è diventato scontroso. La Arbizzati spiega ai due ragazzi che in passato Steph era un ragazzo brillante, ma, dopo che la madre se ne andò di casa, strinse un'amicizia morbosa con un giovane delinquente di nome Balestra, che lo portò su una cattiva strada finché un giorno Balestra scomparve misteriosamente. Zerocalcare e Secco, accompagnati da Sarah, come prestabilito si introducono nella casa abbandonata, nella quale sono raccolte numerose riviste pornografiche. L'evento viene rovinato da Corrado, che li terrorizza con uno scherzo, spingendoli a mettere in dubbio come l'iniziazione abbia effettivamente segnato il loro metaforico passaggio all'età adulta. Zerocalcare porta con sé dalla casa un pupazzetto di Jeeg Robot, ma gli viene sequestrato dalla Arbizzati.
Dodici anni dopo Zerocalcare fa il traduttore, quando viene informato della morte della Arbizzati, unica persona a conoscenza del fatto che fosse stato lui a fare la spia contro Sarah. Zerocalcare partecipa al funerale con Secco e i due si ricongiungono dopo tanto tempo con Sarah, Eduardo, Giulia Cometti e Corrado: Eduardo ha un prestigioso lavoro grazie alla posizione abbiente della sua famiglia, Giulia è disoccupata e vive coi suoi genitori, mentre Corrado è un criminale che sta scontando una pena in carcere. Gli ex alunni partecipano a una cerimonia intima nella loro vecchia scuola come commemorazione della Arbizzati, durante la quale viene aperto il suo armadietto, che si scopre essere pieno dei giochi che ha sequestrato agli studenti nel corso degli anni. Secco rinviene tra gli oggetti un vecchio biglietto scritto da Giulia e si scopre che il "Tenebroso" era Corrado, che Giulia sostiene avrebbe potuto "salvare" col suo amore, accusando i compagni di averlo reso il criminale che è diventato. Il preside si infuria con gli ex studenti per la sceneggiata che hanno causato e li manda via, non prima che Zerocalcare abbia recuperato il pupazzetto di Jeeg Robot; Pino successivamente rivela loro che Sarah che aveva ragione sul teschio trovato nel bosco quando era bambina e consegna al gruppo l'indirizzo di Alexandra, la quale non era scomparsa come i ragazzi credevano, ma si era licenziata. Zerocalcare, Secco, Eduardo e Sarah vanno a trovarla e lei spiega loro di essersi dimessa in quanto il preside non la riteneva all'altezza di Steph. All'uscita dalla casa di Alexandra, Zerocalcare scopre che qualcuno ha rotto il vetro della sua auto e gli ha rubato il pupazzo di Jeeg Robot. Decisi a scoprire di più, Zerocalcare, Secco e Sarah aspettano la notte per tornare alla casa abbandonata vicino alla scuola, ma scoprono che è stata demolita e vengono cacciati dal preside, dopo che Zerocalcare ha rinunciato alla possibilità di non farsi scoprire per cercare di aiutare Sarah. Zerocalcare decide di confessare a Sarah di essere stato lui a fare la spia su di lei da bambini, e l'amica accetta con tranquillità, facendogli capire di aver ingigantito esageratamente il suo segreto.
Si scopre che a rubare il pupazzetto di Jeeg Robot è stato Steph, tormentato da una gigantesca piovra che rappresenta i suoi sensi di colpa: quando era un ragazzino, lui e Balestra avevano designato la casa abbandonata nel bosco come posto segreto dove nascondere foto e riviste pornografiche. Il padre di Steph stava buttando tutti i suoi giocattoli e lui aveva tenuto con sé il pupazzo di Jeeg Robot essendo un regalo di sua madre, ma Balestra lo derise e fece cadere il gioco in un buco. Furioso, Steph lo spinse contro una balaustra, che si ruppe e portò alla morte di Balestra nella caduta. Il corpo venne seppellito da Steph nel bosco e, anni dopo, Zerocalcare, Secco e Sarah troveranno il suo teschio.
Le vignette conclusive rivelano che Giulia Cometti nutre un'ossessione per Corrado, il quale ha usato come scusa la visita al funerale della Arbizzati per evadere e presumibilmente dare la caccia alla sua vittima di sempre, un compagno di scuola che bullizzava costantemente e che aveva tentato di uccidere.

## Personaggi
- Zerocalcare: protagonista dell'opera, nasconde un segreto alla sua amica Sarah dalle elementari e solo dopo vent'anni troverà il coraggio di rivelarglielo.
- Secco: migliore amico di Zerocalcare, ha il vizio delle scommesse sin da bambino e da grande è un assiduo giocatore di poker online.
- Sarah: amica di Zerocalcare, viene mandata dal preside per essere andata nel bosco. Convinta che a fare la spia sia stata la sua compagna di classe Giulia Cometti, le rovinerà la vita, ignara che la vera persona che fece la soffiata era Zerocalcare.
- Eduardo: nato in una famiglia benestante e snob, è il capo di Corrado durante le elementari, che però si ribellerà al suo controllo.
- Corrado: enorme, è un bullo che prende in giro gli altri alunni, solitamente Montini, la sua "preda". Quando è adulto finisce in carcere per il tentato omicidio di Montini, ma riesce ad evadere.
- Giulia Cometti: da bambina la sua vita viene rovinata da Sarah, che incolla sulle porte delle aule della scuola pezzi del diario segreto di Giulia, che in quelle pagine ammette di amare un personaggio chiamato "Bel Tenebroso".
- Montini: la vittima preferita di Corrado, viene ignorato anche dai professori, in particolare da Madame Arbizzati, che lo chiamava "Fango".
- Madame Arbizzati: maestra delle elementari di Zerocalcare, famosa per ritirare ogni cosa dei suoi alunni che li distragga dalla sua spiegazione per poi non restituirgliela più.
- Stephan: il custode della scuola, è colui che involontariamente fa partire tutta la storia.
- Alexandra: altra custode, è anche la ragazza di Stephan.
- Pino: il giardiniere della scuola, è famoso per la vistosa cicatrice sull'occhio e per i suoi modi strani.

## Storia editoriale
La prima edizione del volume, del novembre 2012, ebbe una tiratura di 12 000 copie; di queste, mille erano nella versione Variant, e cinquecento nella versione Nerd. Sono attualmente tra le edizioni più rare e ricercate tra i libri di Zerocalcare.